# Powstanie krakowskie

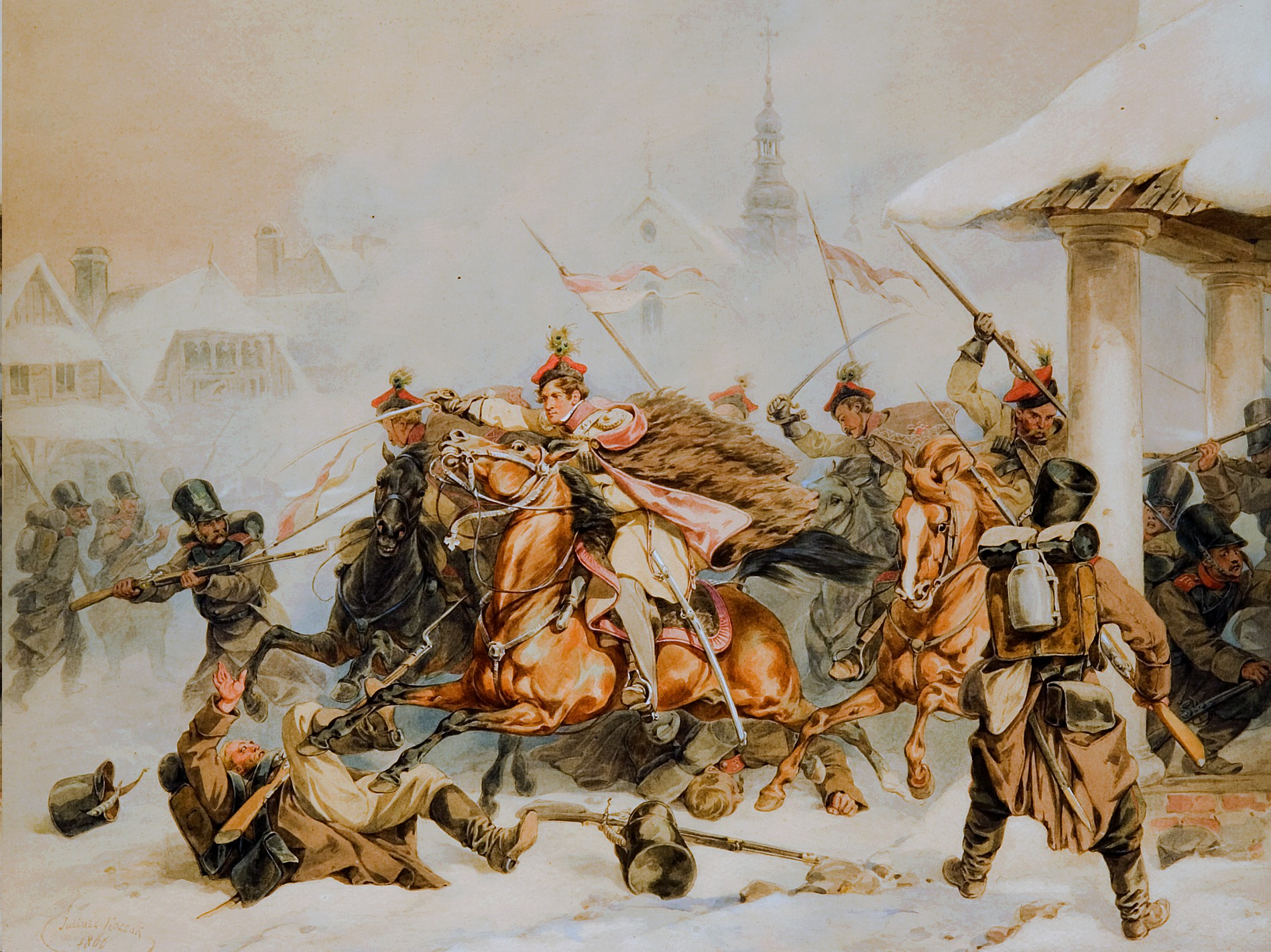
Akwarela Juliusza Kossaka Szarża krakusów na Rosjan w Proszowicach 1846

Orzeł z czasów powstania krakowskiego

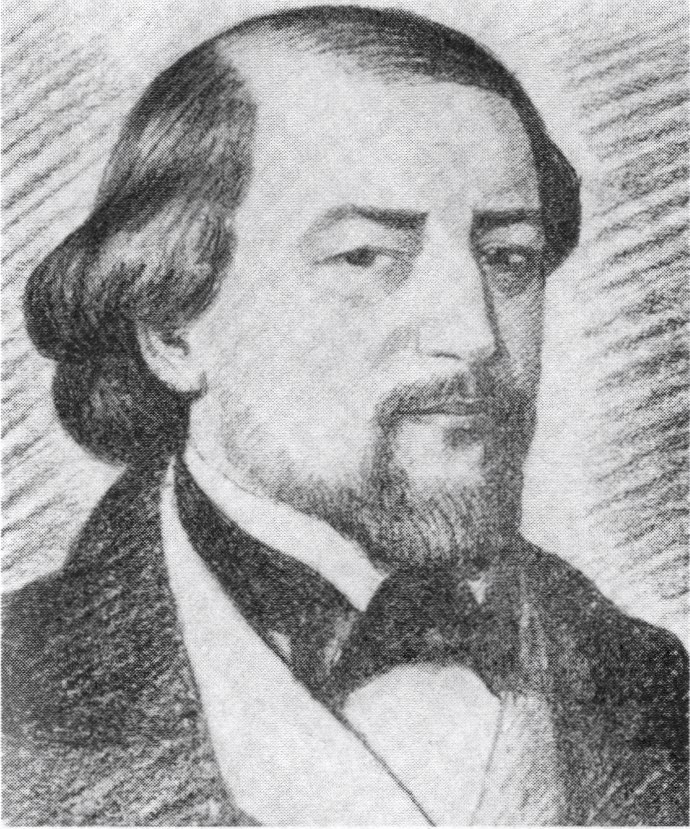
Jan Tyssowski, dyktator powstania

Powstanie krakowskie,  rewolucja krakowska – próba ogólnonarodowego powstania pod hasłami demokracji, podjęta w Wolnym Mieście Krakowie w dniach od 21 lutego do 4 marca 1846 roku (do nielicznych nieudanych wystąpień zbrojnych doszło także w innych miejscach we wszystkich trzech zaborach, ale głównie w Galicji).

## Przygotowania
Po niepowodzeniach wcześniejszych zrywów narodowych zaczęto brać pod uwagę rolę chłopów w walkach powstańczych. Powstanie w Krakowie chciano oprzeć na sile chłopskich rąk. W zamian za pomoc utworzony tu Rząd Narodowy Rzeczypospolitej Polskiej obiecał uwłaszczenie chłopów, przydzielenie im ziemi i utworzenie warsztatów narodowych. Jednak zamiar przyciągnięcia chłopów do powstania nie powiódł się, gdyż głoszeniem i tłumaczeniem obietnic wśród najniższej warstwy społeczeństwa zajęła się jedynie niewielka garstka ludzi, wśród nich m.in. Edward Dembowski. Nie mogło to jednak zmienić antypowstańczego nastawienia polskich chłopów, wśród których panowały antyszlacheckie nastroje i dążenie do zemsty na szlachcie za lata notorycznie stosowanej przemocy i upokorzeń.
W styczniu 1846 r. ustalono skład Rządu Narodowego. Weszli do niego: Karol Libelt z Poznańskiego, Ludwik Gorzkowski z Krakowa i Jan Tyssowski z Galicji oraz dwaj przedstawiciele Centralizacji. W lutym hrabia Henryk Poniński zadenuncjował pruskiej policji spiskowców i około 70 aresztowano wraz z przywódcami Karolem Libeltem i Ludwikiem Mierosławskim ujętym w Świniarach oraz skazanym na karę śmierci, której uniknął dzięki rewolucji berlińskiej. Do aresztowań doszło też we Lwowie. Podobnie było w Krośnie. Pod koniec 1845 r. – Edward Dembowski i Teofil Barwiński, organizowali powstańcze komitety ze szlachtą i inteligencją, oraz wybrali dowódcę na Okręg Krośnieńsko-Jasielski, Feliksa Bolechowskiego, a po jego aresztowaniu, w dniu 15 lutego 1846, Franciszka Wolańskiego z gorlickiego.

## Wybuch
18 lutego 1846 roku, gdy niewielki oddział austriacki wkroczył do Krakowa (był to oddział generała Ludwiga Collina von Colsteina w sile: 1200 piechoty, 300 kawalerii, 9 dział), władze powstańcze postanowiły odwołać termin powstania, potem jednak – nie wiedząc o rozpoczętej już tego dnia rabacji galicyjskiej – postanowiły utrzymać go.
20 lutego 1846 r. – w Krośnie, w mieszkaniu kupca Marcelego Myczkowskiego, dowódca Franciszek Wolański (rysownik i skryptor Wincentego Pola), po otrzymaniu od Rządu Narodowego decyzji, ogłosił odezwę o wybuchu powstania w nocy z 21 na 22 lutego.
W wyznaczonym czasie powstańcy rozpoczęli ostrzeliwanie oddziałów zaborczych. W Krakowie przerażony Ludwig Collin von Colstein wyprowadził je z miasta.
Tego dnia Rząd Narodowy ogłosił Manifest do narodu. 24 lutego 1846 władzę dyktatora objął Jan Tyssowski, którego posunięciami kierował rewolucjonista Edward Dembowski.

## Rozwój powstania
W tym samym czasie powstańcy z okolic Krosna i Brzozowa pod dowództwem Teofila Ostaszewskiego poszli przez Wzdów i Grabownicę na Sanok. Oddział Feliksa Urbańskiego (który miał uderzyć na Jasło), sformowany w jego dworze w Komborni, chłopi rozbroili tego dnia na targu w Haczowie i  wraz z emisariuszem Julianem Goslarem i ks. Walentym Zgrzebnym odstawili do cyrkularnego aresztu w Sanoku. Od Przełęczy Łupkowskiej, z okolic Kalnicy i Leska, miał atakować Sanok mjr Jerzy Bułharyn (były dowódca powstania listopadowego, dzierżawca Hrabovej Roztoki po węgierskiej stronie Karpat), dowodzący siłami miejscowymi i słowackimi. 21 lutego 1846 r. powstańcy z południowej części obwodu sanockiego szli na północ w celu opanowania Sanoka trzema szlakami: z Cisnej przez Baligród, z Lutowisk oraz z Ustrzyk Dolnych i z Ustianowej. 180 uczestników spotkało się w Uhercach, gdzie zaczęto się formować w oddziały i odebrano od wszystkich przysięgę. Nękani po drodze przez chłopów ze Stefkowej, powstańcy dotarli do wsi Zahutyń pod Sanokiem. Po kilku potyczkach, przy dojściu do Zahutynia i nie mając wsparcia od północy, wycofali się na Węgry. Franciszek Wolański miał uderzyć na Jasło, ale wobec braku wsparcia ze strony wojska Cezarego Męcińskiego z Dukli usiłował w przebraniu kobiecym zbiec na Węgry. Zatrzymany przez warty chłopskie został jednak rozpoznany i odstawiony do więzienia. W Chrzanowie Józef Patelski z oddziałem kawalerii nacierał z sukcesem na posterunek żandarmerii austriackiej zdobywając tę placówkę, ale w końcu został zmuszony do kapitulacji.
W 1846 r., w czasie rzezi galicyjskiej i napadu na dwór Tytusa Trzecieskiego w Polance, zostali pobici (przez chłopów podburzonych przez zaborców) – przygotowujący powstanie narodowe – Wincenty Pol i gospodarz. Organizatorów aresztowano.
W 1846 r. Józef Kapuściński (1818–1847) – emisariusz Towarzystwa Demokratycznego Polskiego – prowadził przygotowania powstańcze w okręgu Pilzno, kierując atakiem na starostę austriackiego. Ujęty przez Austriaków, odstawiony do aresztu, skazany na śmierć, został powieszony 31 lipca 1847 wraz z Teofilem Wiśniowskim na Górze Stracenia – Hyclowskiej we Lwowie.

## Upadek
22 lutego Kraków i okolice były już wolne. Do powstańczych oddziałów zgłosiło się 6 tys. ochotników, ale z uwagi na niedostatek broni, w samym Krakowie wyposażono jedynie ok. 2 tys. ludzi. Nie prowadzono też energicznych starań w celu pozyskania większej ilości broni, aby skutecznie przeciwstawić się Austriakom.
Jedyna bitwa w tym powstaniu odbyła się 26 lutego 1846 pod Gdowem. Maszerujący na Kraków austriacki pułkownik Ludwig von Benedek wraz z okolicznymi chłopami pokonał po krótkiej walce, wysłany przeciwko niemu, oddział powstańczy. Mimo tej porażki najbardziej radykalny działacz podziemia, Edward Dembowski nie rezygnował. Chciał przemówić do chłopów i w tym celu 27 lutego 1846 r. wyruszył z krzyżem w ręku z procesją do Podgórza. Nie zdołał jednak zrealizować swych zamiarów. Drogę idącemu tłumowi zastąpiła austriacka armia gen. Ludwiga Collina, która oddała kilka salw do tłumu, w wyniku czego Dembowski zginął. Austriacy stanęli pod Krakowem 1 marca i zażądali od miasta kapitulacji w ciągu 48 godzin. 3 marca Tyssowski zdołał opuścić Kraków i na czele znacznego oddziału udał się na granicę z Prusami. Aby powstanie stłumić u bram miasta stanęły armie wszystkich trzech państw zaborczych. Wojska austriackie wkroczyły do Krakowa.

## Powstanie a inne zabory
Próba powstania we wszystkich zaborach zakończyła się niepowodzeniem. W Wielkopolsce, gdzie aresztowano wyznaczonego na dyktatora ogólnokrajowego powstania Macieja Mielżyńskiego doszło do starć z pruską armią, która szybko stłumiła ruch niepodległościowy. Na Pomorzu klęską zakończyło się wystąpienie, którym dowodził Florian Ceynowa. W Królestwie Polskim powstanie odbiło się jedynie echem, tylko w kilku miejscach doszło do planowanych wystąpień zbrojnych mających na celu rozprzestrzenienie powstania. W Siedlcach wystąpił bez powodzenia Pantaleon Potocki.
W Galicji sprowokowane przez władze austriackie chłopstwo uderzyło, na 3 dni przed rozpoczęciem powstania (pierwsze ataki na dwory miały miejsce 18 lutego, masowa napaść rozpoczęła się 19 lutego), na dwory szlacheckie oraz niektóre kościoły, dokonując krwawej rzezi, mordując w sposób okrutny między 1200 a 3000 ziemian, urzędników dworskich i rządowych oraz księży. Rzeź galicyjska pogrążyła ostatecznie nadzieje powstańców na poderwanie całego narodu do walki przeciwko zaborcom. Austriacy do Galicji skierowali 55 tys. wojska. Powstanie zakończyło się klęską, a uczestników czekało więzienie na Szpilbergu lub kara śmierci na cytadeli we Lwowie, wykonana, jak np. na Teofilu Wiśniowskim lub później na Julianie Goslarze.

## Skutki
Tyssowski wraz z 1500 ludźmi został internowany przez władze pruskie, które wydały Rosji powstańców z Królestwa Polskiego: Grzegorzewskiego, Ludwika Mazarakiego i Alojzego Wendę. Cała trójka została zesłana na Syberię. Prusacy osądzili 254 powstańców, z których: 8 skazano na śmierć (m.in. Ludwika Mierosławskiego); 23 skazano na dożywocie; Karol Libelt dostał karę 25 lat więzienia; 88 otrzymało wyroki długoletniego więzienia, a 134 uniewinniono. Wyroków jednak nie udało się wykonać, gdyż już w 4 miesiące po ich ogłoszeniu doszło do wybuchu Wiosny Ludów, a rewolucjoniści uwolnili wszystkich skazanych.
Do Wolnego Miasta Krakowa oprócz wojsk austriackich wkroczyły też korpusy: rosyjski (3 marca) i pruski (7 marca). Wprowadzono rządy okupacyjne: rozwiązano Senat, tworząc w jego miejsce Tymczasową Radę Administracyjną Cywilno-Wojskową Wolnego Miasta; aresztowano ponad 1200 obywateli pod zarzutem uczestnictwa w powstaniu. Około 100 z wcześniej aresztowanych osadzono w więzieniach na dożywocie lub długoletnie więzienie. Zostali jednak szybko uwolnieni przez rewolucjonistów podczas Wiosny Ludów.
Powstanie krakowskie położyło kres istnieniu Wolnego Miasta Krakowa. 16 listopada 1846 miasto włączono do Austrii, zgodnie z tajnym porozumieniem państw zaborczych zawartym w Cieplicach jeszcze w 1835 roku. Wywołało to co prawda sprzeciw – w formie not dyplomatycznych – Francji i Wielkiej Brytanii, gdyż było to złamanie postanowień kongresu wiedeńskiego, ale mimo to nie zdecydowano się na poważniejsze działania.
Austriacy zaś, anektując Kraków, przemianowali zajęte terytorium na Wielkie Księstwo Krakowskie. Nie miało to jednak żadnego praktycznego znaczenia.